# Andrea Blum
Andrea Blum (nascida em 1950) é uma artista americana conhecida principalmente pelas suas obras de arte públicas.
Blum nasceu na cidade de Nova York. Obteve um diploma de BFA da universidade TUFTS em 1973 e um grau de MFA do Art Institute of Chicago em 1976. O seu trabalho encontra-se incluído na colecção do Museu Smithsoniano de Arte Americana, do Art Institute of Chicago e do Walker Art Center.